# Михайло Танський
Миха́йло Анто́нович Та́нський (*1690-ті, Правобережна Україна — †31 жовтня 1747, Козелець) — український військовий і політичний діяч доби Гетьманщини. Київський полковник (1742-1747).

## Життєпис
Син Антона Михайловича Танського (бл. 1654 — 1742) — соратника Семена Палія, компанійського полковника у гетьмана Івана Мазепи, білоцерківського, київського полковника (1712-1742). Мати — Марія Семенівна Палій — донька фастівського полковника, ватажка антипольського повстання на Правобережній Україні Семена Палія.
Разом з братами Іваном і Йосипом навчався у Києво-Могилянській академії. 31 жовтня 1731 в Стародубі одружився з донькою бунчукового товариша Андрія Миклашевського Оленою. Сам на той момент також був бунчуковим товаришем. Хрещеним батьком первістка Прокопа став київський полковий осавул Матвій Шум.
Разом з батьком брав участь у російсько-турецькій війні 1735-1739. З 1740 обіймав уряд київського полкового осавула. Після смерті батька — заступив його на посаді київського полковника.
Помер 31 жовтня 1747 на уряді в Козельці. Після його смерті були визначені три претенденти на полковництво: бунчуковий товариш Юхим Дараган, полковий суддя Олександр Солонина, остерський сотник Михайло Солонина. Проте російський уряд тривалий час забороняв провести вибори полковника. 1750, після обрання гетьманом Кирила Розумовського, з'явився указ Сенату про призначення київським полковником Василя Капніста. Проте той так і не з'явився у Козельці. 1751 гетьман Розумовський призначив очільником полку свого свояка Юхима Дарагана.

## Родина
Першим шлюбом був одружений з Оленою Миклашевською. Вдруге — з Софією — донькою прилуцького полкового писаря Федора Галенковського. 1749 брат покійного Михайла Танського Йосип звинуватив Софію Танську в образах і побитті його служників під час опису братового майна. Пізніше Генеральна військова канцелярія своїм приписом заборонила вдові полковника привертати до свого підданства козаків села Озерян у Басанській сотні. 1752 пасербиця Марія подала до ГВК скаргу на її небажання виплатити борги покійного батька пропорційно частці отриманого спадку.
- Син Михайло (від Олени Миклашевської) — значковий товариш;
- Донька Марія (від Олени Миклашевської) (? — 1762) — фрейліна імператриці Єлизавети Петрівни. Померла у Петербурзі, похована в Олександро-Невській лаврі.